# Скальковський Костянтин Аполлонович
Костянти́н Аполло́нович Скалько́вський (рос. Константин Аполлонович Скальковский; нар. 1843, Одеса — пом. 19 травня 1906, Санкт-Петербург) — російський адміністративний діяч, геолог і гірничий інженер, економіст, публіцист, театрознавець; син відомого історика.

## Біографія та професійна діяльність
Отримав середню освіту в шляхетному пансіоні при Рішельєвському ліцеї, а вищу — в Інституті корпусу гірничих інженерів. Служив у гірничому відомстві, виконував геологічні дослідження в північних губерніях Росії, на Мангишлакському півострові та на землях Оренбурзького козачого війська (сучасна Оренбурзька область Росії та північно-західний Казахстан). Одночасно достеменно вивчив господарство гірничих заводів на Уралі, в Підмосков'ї та Карелії. Завдяки цьому він сформувався як практик-інженер із солідною науковою підготовкою й одночасно як вчений-економіст із ґрунтовним знанням реального життя.
Почав літературну діяльність ще в студентські роки, співробітничаючи в багатьох періодичних виданнях; значного розголосу здобула його брошура «Чи варто заохочувати нашу промисловість?» (1866), в якій він виступив за протекціоністську економічну політику. Після цього став одним з найпопулярніших авторів, багато пишучи на різноманітні теми (чоловік його сестри В. Б. Бертенсон у спогадах про нього одних лише книжок налічував близько тридцяти).
1867 року був обраний секретарем Товариства сприяння російській промисловості та торгівлі і прослужив на цій посаді десять років. Був членом комісії, що розробила митний тариф 1891 року. В Гірничому інституті займав кафедру гірничозаводської статистики і політичної економії. На посаді секретаря Гірничого вченого комітету укладав та редагував «Збірники статистичних відомостей з гірничої та соляної частини» з 1870 до 1881.
За дорученням міністерства фінансів здійснив кілька подорожей Росією та за кордон, надрукувавши як звіти про ці подорожі книжки «Суецький канал та його значення для Російської торгівлі», «Термінове поштове пароплавство в Росії та за кордоном», «Гірниче законодавство в Сполучених Штатах», «Російська торгівля в Тихому океані», «Російський торговельний флот і термінове пароплавство на Чорному та Азовському морях» та інші.
Служив на кількох посадах в Гірничому департаменті, а від 1891 до 1896 був його директором; вийшовши у відставку, займав посади лише в приватних промислових та кредитних товариствах (наприклад, 1900 року ввійшов до складу правління Російського паровозобудівельного і механічного товариства; був серед власників Катеринославського гірничопромислового товариства; 1899 — одним з фундаторів Ченстоховського гірничопромислового товариства). Завдяки його енергійній діяльності в Гірничому департаменті було впроваджено низку заходів до впорядкування державного та приватного секторів гірничої промисловості; багато гірничих галузей пожвавилося.

## Риси особистої вдачі Костянтина Скальковського та його захоплення
Сувора дисципліна, в умовах якої виховувався Скальковський у Гірничому інституті, наклала свій відбиток на його подальше життя. Все в нього було підпорядковане незламному розпорядку: сон, літературна праця, обід, служба в департаменті, розваги… Кожну хвилину він використовував для якоїсь справи (наприклад, за одно- або двохвилинну паузу між прийомом двох відвідувачів встигав написати кілька рядків нової статті; під час своїх численних подорожей не гаяв часу, в каюті чи купе пишучи книжки або читаючи такі серйозні твори, як «Историю государства российского» Карамзіна). Але такий спартанський триб життя поєднувався в нього з сибаритством та епікурейством: він полюбляв смачну їжу, обідав у дорогих ресторанах, майже щовечора відвідував театр або заміські розважальні заклади, після відставки значну частину часу мешкав у Парижі (але міг за кілька місяців абсолютно точно пообіцяти знайомим, якого числа з'явиться в Петербурзі і ніколи не відхилявся ні на день), був пристрасним шанувальником жінок (але принциповим супротивником шлюбу).